# Cnidium japonicum
Cnidium japonicum är en flockblommig växtart som beskrevs av Friedrich Anton Wilhelm Miquel. Cnidium japonicum ingår i släktet Cnidium och familjen flockblommiga växter. Inga underarter finns listade i Catalogue of Life.

## Bildgalleri

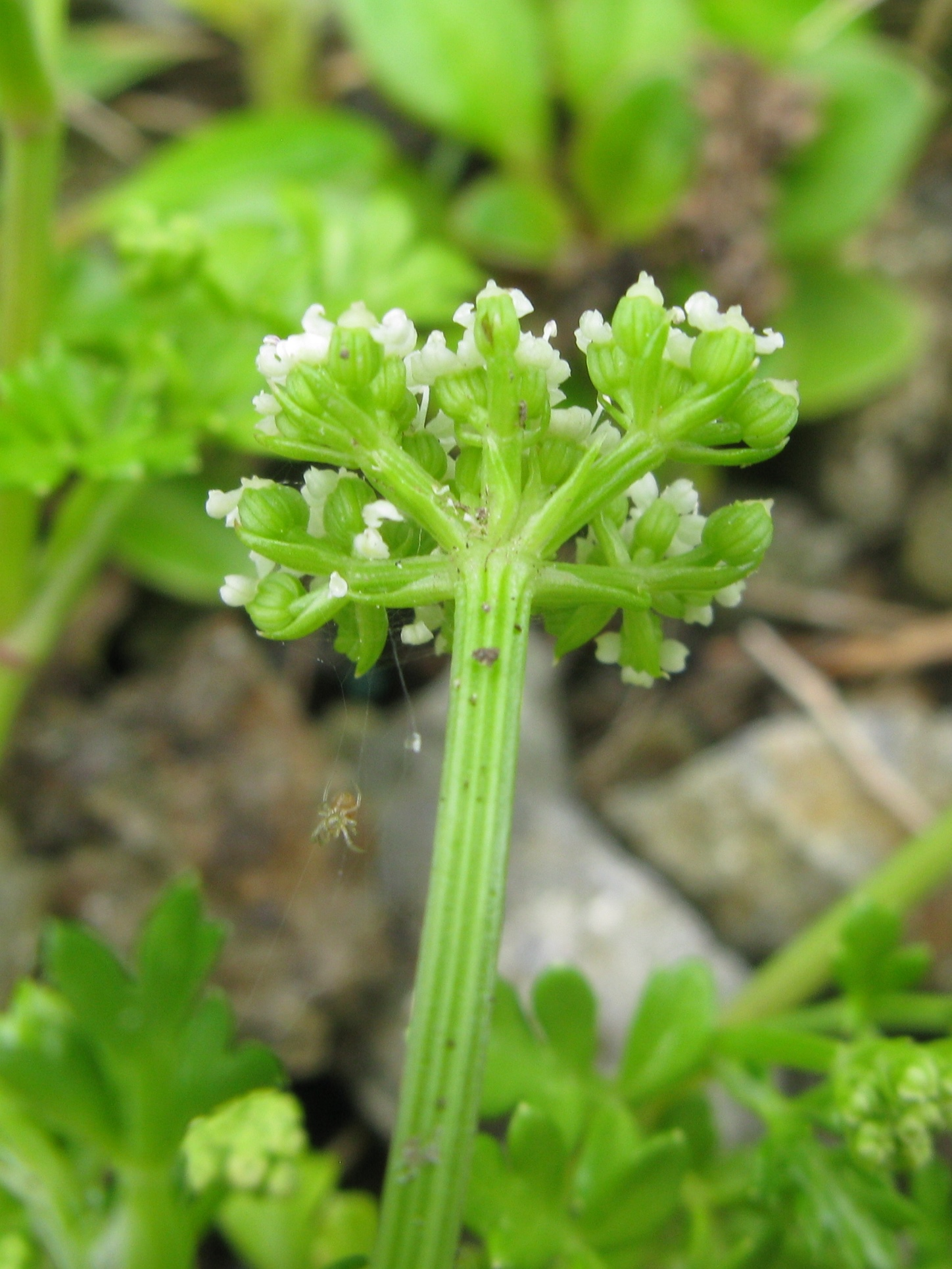
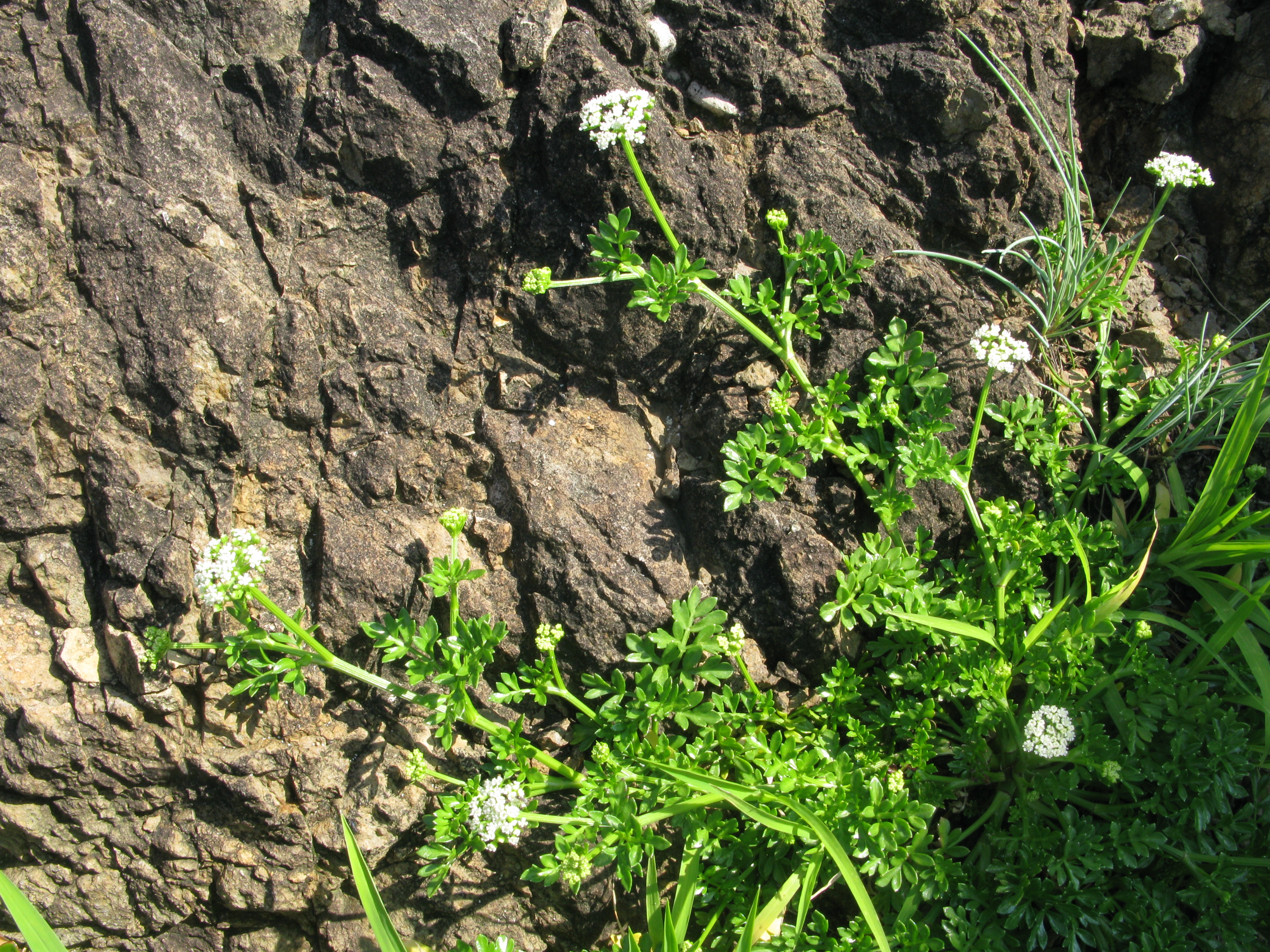
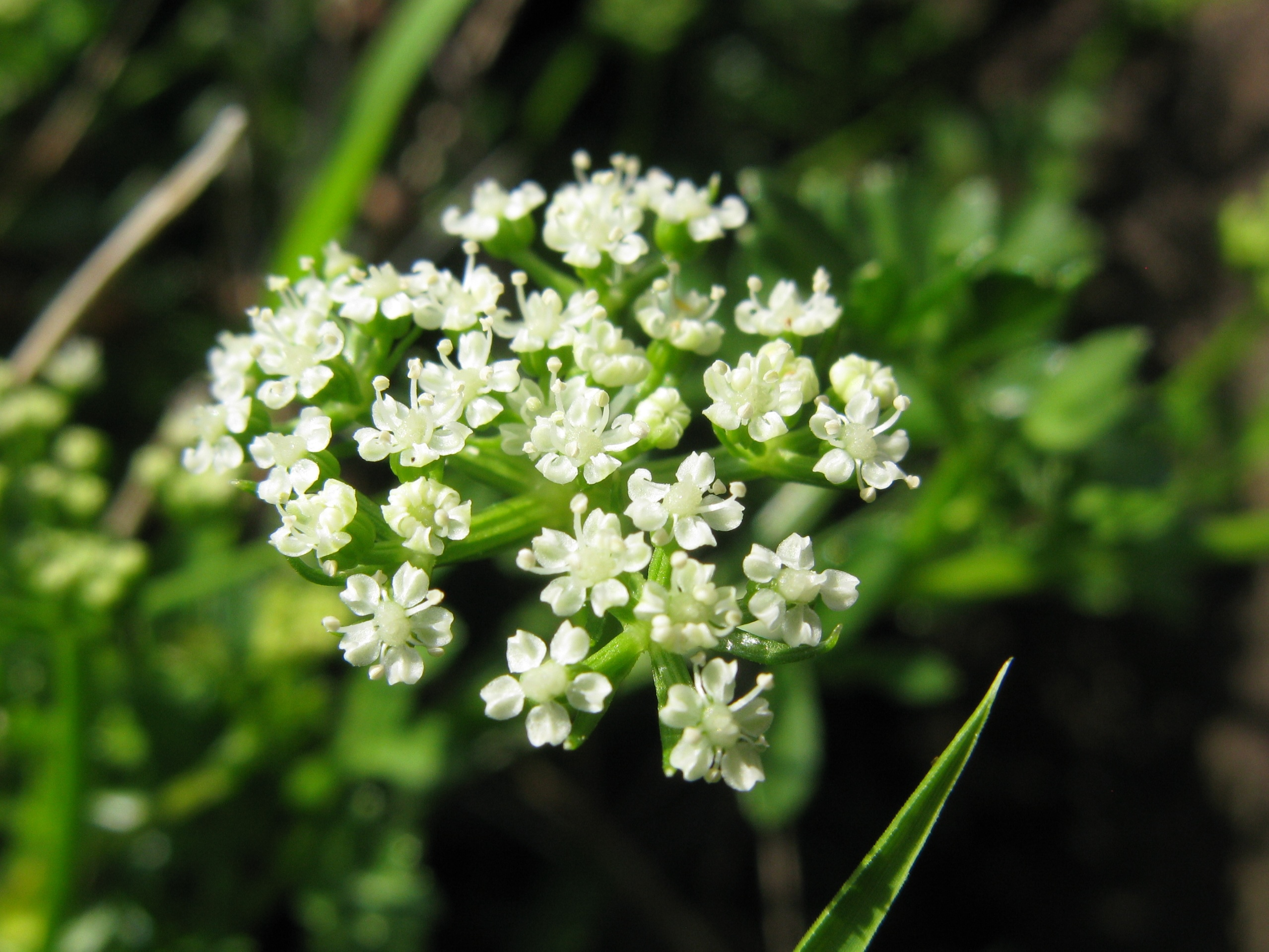
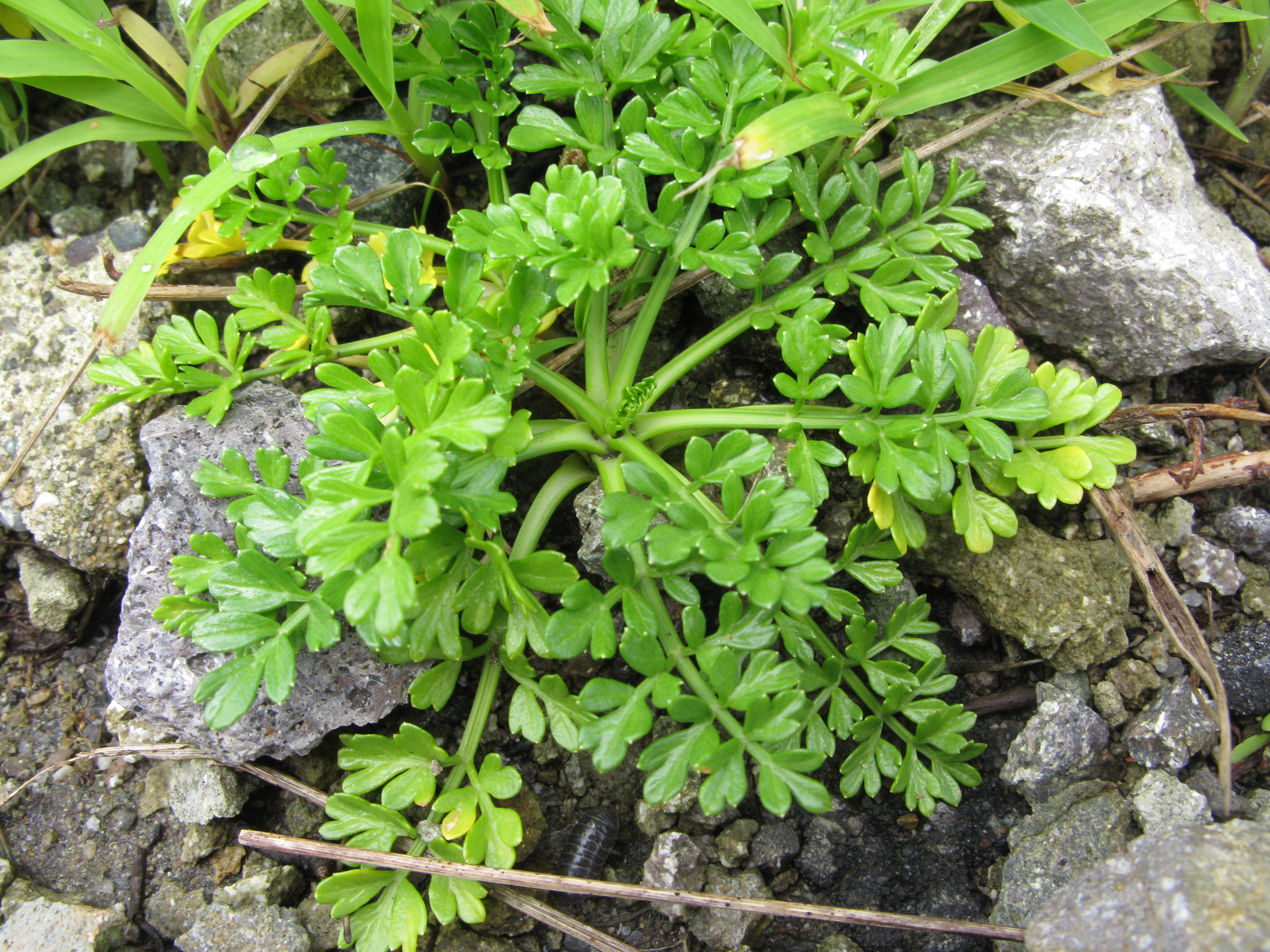